# Henri Tauzin
Henri Alexis Tauzin (ur. 17 kwietnia 1879 w Paryżu, zm. 11 października 1918 w Lyonie) – francuski lekkoatleta specjalizujący się w biegach płotkarskich oraz sprinterskich, srebrny medalista olimpijski.
Był wielokrotnym mistrzem Francji, m.in. w biegu na 400 metrów (1896) oraz pięciokrotnie w biegu na 400 metrów przez płotki (1896, 1897, 1898, 1899, 1900). Był również rekordzistą Francji, m.in. w biegu na 200 metrów (1897 – 24,4) oraz dwukrotnie w biegu na 400 metrów przez płotki (1896 – 59,0 i 1900 – 58,8).
Reprezentował barwy Francji na rozegranych w 1900 r. w Paryżu letnich igrzyskach olimpijskich, podczas których zdobył srebrny medal w biegu na 400 metrów przez płotki. Startował również w eliminacjach biegu na 200 metrów przez płotki, ale nie zdobył awansu do finału.
Rekord życiowy w biegu na 400 metrów przez płotki – 58,3 (1900).